# اگراهر (دوادورگا)
اگراهر (دوادورگا) (به انگلیسی: Agrahar (Devadurga)) یک منطقهٔ مسکونی در هند است که در کارناتاکا واقع شده‌است.